# Auguste-François Angot
Auguste-François Angot, né le 25 avril 1763 à Avranches, mort le 4 juin 1841 à Paris est un homme politique français.

## Biographie
Son acte de baptême à Avranches (paroisse de Saint-Saturnin) du 25 avril 1753 le dit fils de Jacques Antoine Angot, écuyer et seigneur du Homme, et de Reine Jeanne Jacquette Guillemette Moulin. Il fut porté sur les fonts baptismaux par Pierre Jean François Moulin de Servinière écuyer demeurant à Paris et noble dame Gaude Françoise Davy.
Auguste-François Angot est propriétaire à Bacilly quand il est élu le 17 novembre 1827 dans la 2e circonscription de la Manche, contre Lemoine des Mares. Siégeant dans l'opposition constitutionnelle, il s'oppose au gouvernement Villèle puis combat le ministère Polignac au sein de la majorité des 221. Reconduit le 23 juin 1830 après la dissolution de l'Assemblée, contre Lemoine des Mares, il soutient l'avènement de la Monarchie de Juillet et la constitution du cabinet Casimir Perier. La chambre à nouveau dissoute, il est réélu le 5 juillet 1831 à Avranches contre Dupont de l'Eure, mais démissionne. Il est remplacé par Hippolyte Abraham-Dubois, contre qui il perd aux élections des 13 décembre 1833 et 2 mars 1839.
Nommé conseil général de la Manche jusqu'à la réforme de l'assemblée départementale de 1833, il est élu représentant du canton de Pontorson entre 1833 et 1839, et préside ce conseil durant cette période.

## Sources
- « Auguste-François Angot », dans Adolphe Robert et Gaston Cougny, Dictionnaire des parlementaires français, Edgar Bourloton, 1889-1891 [détail de l’édition]